# Малые Мытищи
Малые Мытищи — бывшая деревня, в 1960 году вошедшая в состав г. Москвы. Располагалась на территории современного СВАО в районе Холмогорской улицы, что лежит у Ярославского шоссе рядом со МКАД и вблизи от железнодорожной платформы Лось. Севернее Малых Мытищ находились Мытищи Большие, южнее — Мыза Раево, западнее, по другую сторону железной дороги, — посёлок Джамгаровка, а восточнее — нынешний Лосиный Остров.
Впервые упомянуты в 1719 году как деревня Новосёлки, стоящая на пересечении Ярославской дороги и реки Ички, которая является притоком Яузы. Основаны между названным годом и 1646 годом, поскольку в предыдущем подробном описании этой местности (1646 год) не упоминаются. По некоторым данным Новосёлки появились в 1683 году. На 1719 год насчитывали 100 душ мужского пола. В 1763 году в деревне построили т. н. фартинную (или фартинговую) избу, то есть торговую избу с харчевней, а в 1771 году случилась чума, унёсшая жизни 30 мужчин и 41 женщины. В ревизских сказках от 1773 года, зафиксировавших падение численности населения до уровня в 70 мужчин и 73 женщины, деревня впервые названа двумя именами: Новосёлы и Малые Мытищи.
Лев Толстой упомянул о Малых Мытищах в своём романе «Война и мир», как о сожжённых казаками после эвакуации Москвы перед Наполеоном в сентябре 1812 года. Уставная грамота, составленная через год после отмены крепостного права, то есть в 1862 году, говорит о наличии в деревне 146 ревизских душ и 1 отставного солдата. В их собственности находилось 424 десятины земли, а за Удельным ведомством числились: рыбная ловля в реке Клязьме, участок в деревне под харчевней, которую арендовал крестьянин из Больших Мытищ Михаил Головин, и 72 десятины земли, в том числе 36 десятин, которые арендовали крестьяне деревни, и 6 десятин при железной дороге.
В августе того же 1862 г. была открыта Московско-Ярославская железная дорога, которая прошла рядом с деревней, но не получила в этом месте остановочного пункта — ближайшая станция расположилась в Мытищах Больших. Тем не менее Малые Мытищи стали скорыми темпами превращаться в дачную местность: к 1881 году в них числилось 20 дач, сезонный доход от которых составлял 3428 рублей. При этом только 3 из них принадлежали жителям деревни — остальные были в собственности трёх сторонних владельцев и были выстроены на выкупленных у Удельного ведомства 6-и десятинах при железной дороге.
В 1899 г. в Малых Мытищах насчитывалось 66 дворов и 364 жителя. В 1914 году в деревне на деньги крестьян С. В. Назарычева и С. П. Кузнецова была выстроена часовня Сергия Радонежского, приписанная к церкви Владимирской иконы Божией Матери, что в Мытищах Больших. Часовня была возведена в честь 300-летия дома Романовых и представляла собою сруб на кирпичном фундаменте. Была одноглава. Снесена не ранее 1924 года
В 1926 году деревня насчитывала 110 дворов и 544 жителя. При этом 52 хозяйства были безлошадными, а 37 хозяйств не имели коров. Часть жителей занималась промыслами: частным извозом и сдачей жилья в наем. В 1929 году на железной дороге возле Малых Мытищ устроили остановочный пункт — платформу Лось, которая также обслуживала посёлок Джамгаровку, находившийся по другую сторону железнодорожных путей. К этому времени деревня представляла собою два ряда изб и один ряд дач, расположенных на безлесной, покрытой кустарником местности. Рост соседнего Лосиноостровска (Бабушкина), поглотившего Мызу Раево, привёл к фактическому слиянию с Малыми Мытищами. В 1939 году число жителей деревни достигло 1841 человека.
В 1960 году Малые Мытищи вошли в состав Москвы, а примерно два десятилетия спустя деревню снесли и начали массовую жилищную застройку.